# Николай-Кюеле (озеро, в дельте Лены)
Николай-Кюеле (также Николай-Кюёлэ) — пресноводное озеро в Булунском улусе на севере Якутии, расположено в дельте реки Лена на острове Арга-Муора-Сисе; является наиболее крупным из озёр дельты.

## Общие сведения
Площадь озера 24,5 км². Высота над уровнем моря — 11 м. Протяжённость озера 8 км, ширина достигает 6 км. Имеется несколько участков, где глубина превышает 20 м, при этом максимальная глубина составляет около 30 м.

## Описание
Котловина озера состоит из пяти ориентированных в север-северо-восточном направлении глубоководных впадин (с глубинами до 30 м), соединенных между собой мелководными отмелями (с глубинами до 3 м). На севере вытекает река Николай-Юряге, впадающая в море Лаптевых. Протоками соединено с некоторыми соседними менее крупными озёрами (Николай-Тас-Кюельлере, Кырджагас-Кюеле). Берега низкие, покрыты тундровой растительностью, в которой преобладают мох, трава и низкий кустарник. Мощность многолетней мерзлоты в районе озера достигает 500-600 м. Происхождение озера, скорее всего, термокарстовое.
В 2010 году на берега Николай-Кюеле были интродуцированы 7 овцебыков из Восточного Таймыра.